# Trichoplon
Trichoplon is een kevergeslacht uit de familie van de boktorren (Cerambycidae). De wetenschappelijke naam van het geslacht werd voor het eerst geldig gepubliceerd in 1967 door Martins.

## Soorten
Trichoplon is monotypisch en omvat slechts de volgende soort:
- Trichoplon extremum (Martins, 1959)